# Wilhelm Kåge
Wilhelm Kåge (Stockholm, 6 maart 1889 – aldaar, 25 november 1960) was een Zweeds kunstschilder en kerarmist.

## Biografie
Kåge studeerde decoratieve schilderkunst aan de Technische School, maar maakte zijn studie niet af. Hij verdiepte zich vervolgens in het schildersvak bij Carl Wilhelmson in Stockholm en leerde verder nog van Johan Rohde in Kopenhagen en München.
Ondanks dat hij een kunstschilder was, kreeg hij bij de porseleinfabriek Gustavsberg in Stockholm de artistieke leiding in handen. In 1942 begon hij met de Gustavsberg Studio, een baanbrekend artistiek project waarmee hij de fabriek in de jaren veertig en vijftig op de kaart zette met unieke porseleinen kunstwerken. Hij ontwierp tientallen vazen, glazen, schalen en meer dan dertig verschillende dinerserviezen, waarmee hij zich met relatief lage prijzen richtte op het grote publiek. Het klei voor zijn voorwerpen haalde hij uit de baai van Farsta, nabij Stockholm, waarmee hij al sinds de jaren twintig had geëxperimenteerd.
Hier bleef hij uiteindelijk tweeëndertig jaar actief voor Gustavsberg, van 1917 tot 1949, en werd opgevolgd door Stig Lindberg. Hijzelf werd dat jaar hoogleraar.

## Werk van Kåge

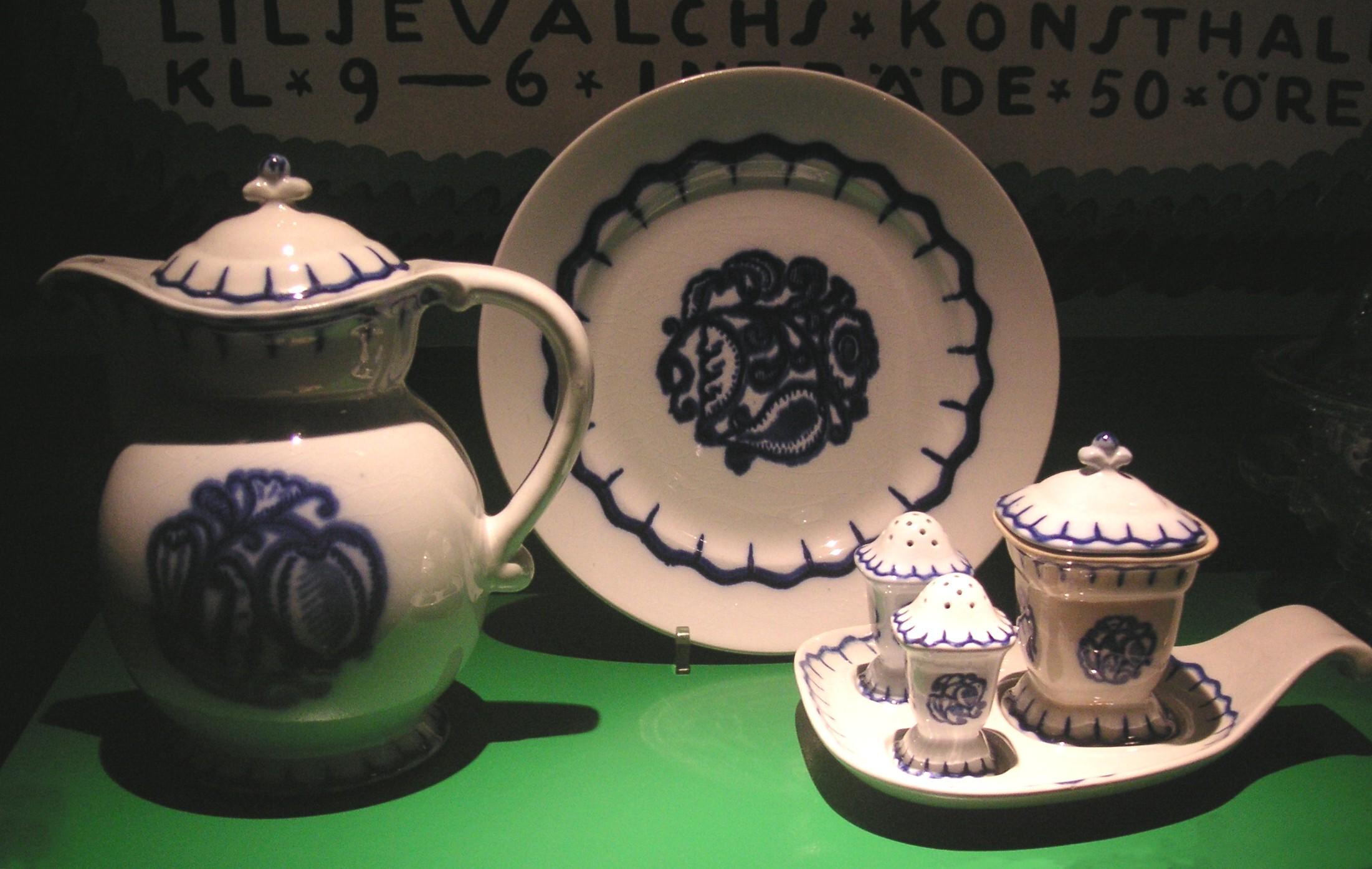
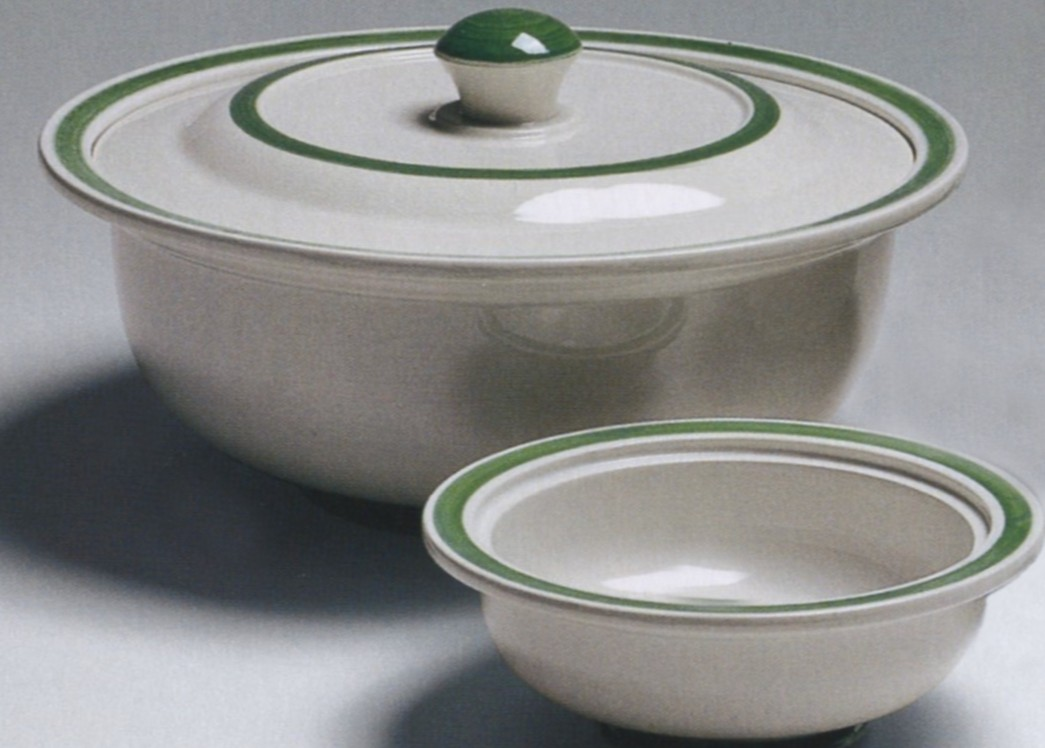